# Vuelve en Primera fila Tour
Vuelve en: Primera fila Tour fue la gira musical del cantante venezolano Franco de Vita, hecha para promover su cuarto álbum en vivo Vuelve en primera fila . La gira comenzó el 30 de enero de 2014 en San Luis Potosí, México.

## Antecedentes y artistas invitados
El 15 de enero de 2014, De Vita anunció el comienzo de los ensayos de su nueva gira para promover su nuevo álbum en vivo titulado Vuelve en primera fila . El 30 de enero de 2014 comenzó, en San Luis Potosí, el "Tour México 2014" que recorrerá ocho ciudades en México y que se desprende de su nueva gira musical titulada "Vuelve en Primera fila Tour".
En el concierto otorgado en la Ciudad de México en el Arena Ciudad de México el 31 de enero de 2014, el cantante venezolano estuvo acompañado de diversos cantantes que lo acompañaron en el lanzamiento del disco, junto a Gloria Trevi interpretó su sencillo «Te pienso sin querer», con Leonel García interpretó «Si la ves», el tema «No basta» fue interpretado a dueto con el cantante Samo, Carlos Rivera lo acompañó en el segundo sencillo del álbum titulado «Y tú te vas», junto al colombiano Gusi interpretó «Ya lo había vivido», finalmente interpretó junto a Gian Marco el tema «A medio vivir».
Su gira se extendió a Sudamérica, el 13 de marzo de 2014 se presentó en Puerto Ordaz, siendo la primera ciudad de Venezuela en interpretar sus temas.
El 27 de abril de 2014 se presentó en el Coliseo de Puerto Rico acompañado de seis artistas invitados. Interpretó junto al cantante Wisin, interpretó el tema «Y tú te vas» junto al cantante Carlos Rivera, se presentó junto a India Martínez y junto al colombiano Gusi interpretó el tema «Ya lo había vivido». Finalmente junto al salsero boricua Andy Montañez interpretó el tema «Traigo una pena» y junto al cantautor Samo el tema «No basta».

## Invitados especiales
Invitados especiales
- Samo (31 de enero de 2014, 13 de febrero de 2014, 27 de abril de 2014 y 15 de abril de 2015)[10] (tema «No basta»)
- Carlos Rivera (31 de enero de 2014 y 27 de abril de 2014) (tema «Y tú te vas»)
- Gloria Trevi (31 de enero de 2014) (tema «Te pienso sin querer»)
- Leonel García (31 de enero de 2014) (tema «Si la vez»)
- Gusi (31 de enero de 2014 y 27 de abril de 2014) (tema «Ya lo había vivido»)
- Gian Marco (31 de enero de 2014) (tema «A medio vivir»)
- Andy Montañez (27 de abril de 2014) (tema «Traigo una pena»)
- Wisin (27 de abril de 2014) (tema «Que no muera la esperanza»)
- India Martínez (27 de abril de 2014) (tema «Cuando tus ojos me miran»)

## Fechas
| Data                         | Ciudad           | País           | Local                                               | Tipo / Observación     |
| ---------------------------- | ---------------- | -------------- | --------------------------------------------------- | ---------------------- |
| Vuelve en: Primera fila Tour |                  |                |                                                     |                        |
| América del Norte            |                  |                |                                                     |                        |
| 30 de enero de 2014          | San Luis Potosí  | México         | Plaza de Toros                                      | Inicio del Tour.       |
| 31 de enero de 2014          | México, D.F.     | México         | Arena Ciudad de México                              |                        |
| 1 de febrero de 2014         | Monterrey        | México         | Arena Monterrey                                     |                        |
| 7 de febrero de 2014         | Guadalajara      | México         | Auditorio Telmex                                    |                        |
| 8 de febrero de 2014         | Querétaro        | México         | Auditorio Josefa O. De Domínguez                    |                        |
| 13 de febrero de 2014        | Puebla           | México         | siglo XXI                                           |                        |
| 14 de febrero de 2014        | Tijuana          | México         | Auditorio El Foro                                   |                        |
| 15 de febrero de 2014        | Hermosillo       | México         | Palenque Expo-Ganadera                              |                        |
| 27 de abril de 2014          | Hato Rey         | Puerto Rico    | Coliseo de Puerto Rico                              |                        |
| América del Sur              |                  |                |                                                     |                        |
| 22 de mayo de 2014           | Guayaquil        | Ecuador        | Centro de Convenciones                              |                        |
| 23 de mayo de 2014           | Quito            | Ecuador        | Coliseo Rumiñahui                                   |                        |
| 31 de mayo de 2014           | Asunción         | Paraguay       | Jockey Club                                         |                        |
| 3 de junio de 2014           | Córdoba          | Argentina      | Orfeo Superdomo                                     |                        |
| 4 de junio de 2014           | Entre Ríos       | Argentina      | Explanada de Casino Victoria                        |                        |
| 6 de junio de 2014           | Buenos Aires     | Argentina      | Luna Park                                           |                        |
| 7 de junio de 2014           | Buenos Aires     | Argentina      | Luna Park                                           |                        |
| 10 de junio de 2014          | Mendoza          | Argentina      | Arena Maipú                                         |                        |
| América Central              |                  |                |                                                     |                        |
| 9 de agosto de 2014          | Guatemala        | Guatemala      | Tikal Futura                                        |                        |
| 13 de agosto de 2014         | Panamá           | Panamá         | Arena Roberto Durán                                 |                        |
| América del sur              |                  |                |                                                     |                        |
| 17 de octubre de 2014        | Medellín         | Colombia       | Plaza de Toros La Macarena                          |                        |
| 18 de octubre de 2014        | Cali             | Colombia       | Sector Occidental Pascual Guerrero                  |                        |
| 24 de octubre de 2014        | Bogotá           | Colombia       | Centro de Eventos Autopista Norte - Carpa Auditorio |                        |
| 25 de octubre de 2014        | Barranquilla     | Colombia       | Estadio Romelio Martínez                            |                        |
| América del Norte            |                  |                |                                                     |                        |
| 5 de noviembre de 2014       | Miami            | Estados Unidos | New World Center                                    | Sesión acústica Grammy |
| América del Sur              |                  |                |                                                     |                        |
| 6 de febrero de 2015         | Villa María      | Argentina      | Ferias de Villa María                               |                        |
| 14 de febrero de 2015        | Antofagasta      | Chile          | Ruinas de Huanchaca                                 |                        |
| Europa                       |                  |                |                                                     |                        |
| 21 de marzo de 2015          | Barcelona        | España         | Sant Jordi Club                                     |                        |
| 22 de marzo de 2015          | Madrid           | España         | Barclaycard Center                                  |                        |
| América del Norte            |                  |                |                                                     |                        |
| 15 de abril de 2015          | Ciudad de México | México         | Auditorio Nacional                                  |                        |
| 16 de abril de 2015          | Monterrey        | México         | Arena Monterrey                                     |                        |
| 8 de mayo de 2015            | San José         | Estados Unidos | City National Civic                                 |                        |
| 9 de mayo de 2015            | Los Ángeles      | Estados Unidos | The Greek Theatre                                   |                        |
| 14 de mayo de 2015           | Dallas           | Estados Unidos | House of Blues                                      |                        |
| 15 de mayo de 2015           | Houston          | Estados Unidos | Bayou Music Center                                  |                        |
| América Central              |                  |                |                                                     |                        |
| 19 de agosto de 2015         | San Salvador     | El Salvador    | Anfiteatro CIFCO                                    |                        |
| 21 de agosto de 2015         | Tegucigalpa      | Honduras       | Coliseo de Ingenieros                               |                        |
| 22 de agosto de 2015         | Managua          | Nicaragua      | Estado Nacional                                     |                        |

### Conciertos cancelados y/o reprogramados
| Fecha               | Ciudad         | País      | Lugar                 | Nota |
| ------------------- | -------------- | --------- | --------------------- | --- |
| América del Sur     |                |           |                       | |
| 13 de marzo de 2014 | Puerto Ordaz   | Venezuela | Centro Italo          | Reprogramadas para el mes de julio debido a los acontecimientos sucedidos en Venezuela. Finalmente sólo fueron reprogramados para marzo de 2015 siete de los nueve shows. |
| 14 de marzo de 2014 | Maturín        | Venezuela | Estadio Monumental    | Reprogramadas para el mes de julio debido a los acontecimientos sucedidos en Venezuela. Finalmente sólo fueron reprogramados para marzo de 2015 siete de los nueve shows. |
| 15 de marzo de 2014 | Puerto La Cruz | Venezuela | Estac. CC Plaza Mayor | Reprogramadas para el mes de julio debido a los acontecimientos sucedidos en Venezuela. Finalmente sólo fueron reprogramados para marzo de 2015 siete de los nueve shows. |
| 20 de marzo de 2014 | Barquisimeto   | Venezuela | Complejo Ferial       | Reprogramadas para el mes de julio debido a los acontecimientos sucedidos en Venezuela. Finalmente sólo fueron reprogramados para marzo de 2015 siete de los nueve shows. |
| 21 de marzo de 2014 | Valencia       | Venezuela | Hotel Hesperia        | Reprogramadas para el mes de julio debido a los acontecimientos sucedidos en Venezuela. Finalmente sólo fueron reprogramados para marzo de 2015 siete de los nueve shows. |
| 22 de marzo de 2014 | Caracas        | Venezuela | Terraza del C.C.C.T.  | Reprogramadas para el mes de julio debido a los acontecimientos sucedidos en Venezuela. Finalmente sólo fueron reprogramados para marzo de 2015 siete de los nueve shows. |
| 27 de marzo de 2014 | Mérida         | Venezuela | Estadio Metropolitano | Reprogramadas para el mes de julio debido a los acontecimientos sucedidos en Venezuela. Finalmente sólo fueron reprogramados para marzo de 2015 siete de los nueve shows. |
| 28 de marzo de 2014 | San Cristóbal  | Venezuela | Plaza de Toros        | Reprogramadas para el mes de julio debido a los acontecimientos sucedidos en Venezuela. Finalmente sólo fueron reprogramados para marzo de 2015 siete de los nueve shows. |
| 29 de marzo de 2014 | Maracaibo      | Venezuela | Aquaventura Park      | Reprogramadas para el mes de julio debido a los acontecimientos sucedidos en Venezuela. Finalmente sólo fueron reprogramados para marzo de 2015 siete de los nueve shows. |